# Eddy Hartono
Eddy Hartono, född 19 juli 1964, är en indonesisk idrottare som tog silver i badminton tillsammans med Rudy Gunawan vid olympiska sommarspelen 1992 i Barcelona.